# جون د. روبنسون
جون د. روبنسون (بالإنجليزية: John D. Robinson)‏ هو عالم نفس أمريكي، ولد في 24 أغسطس 1946.